# Mönsterås kyrka
Mönsterås kyrka är en kyrkobyggnad i Mönsterås församling i Växjö stift.

## Kyrkobyggnaden
På 1100-talet byggdes en träkyrka i Mönsterås som hundra år senare kom att ersättas av en stenkyrka. Denna kyrka visade sig vara alltför liten för den växande församlingen under slutet av 1700-talet. Det var svårt att få plats med alla gudstjänstbesökare vilket ledde till att man började planera diskutera att antingen bygga ut kyrkan eller bygga en ny, och man valde slutligen det senare alternativet. Ritningarna utfördes av Jakob Wilhelm Gerss. Länsbyggmästare Gustaf Rudvall erhöll uppdraget att leda byggnadsarbetet. Det blev enligt tidens ideal en rymlig byggnad i empirestil som uppfördes 1842-1847. Sextonde söndagen efter trefaldighet den 19 september 1847 invigdes kyrkan av biskopen i Kalmar stift Anders Carlsson af Kullberg. Kyrkan består av ett långhus  med ett halvcirkelformat kor i nordlig riktning. Sakristian är förlagd i väster. Det höga kyrktornet i söder är försett med en sluten lanternin  med tornur  krönt av ett kors. Kyrkorummet är av salkyrkotyp med tunnvalv av trä.

## Inventarier
- Altartavla utförd 1847 av Sven Gustaf Lindblom med motiv: ”Korsnedtagningen”.(Den är en kopia av David von Kraffts tavla i Kalmar domkyrka. Krafft har i sin tur kopierat en av den kände konstnären  Rubens målningar i  Vårfrukatedralen i  Antwerpen) . Tavlan omramas av en altaruppställning bestående av pilastrar med ett trekantigt överstycke, vars mitt pryds av en strålsol.
- Predikstol  med ljudtak från 1840.  Uppgång från sakristian. I predikstolen ingår delar från en äldre predikstol daterad till 1703.
- Sluten bänkinredning från kyrkans byggnadstid.
- Flera begravningsvapen däribland för majoren Peter Lilliehorn
- Orgelläktaren tillkom vid 1912 års restaurering.

## Orglar
- Den första kända orgeln var en läktarorgel byggd 1670 av Magnus Åhrman med 7 stämmor. Orgeln kostade 850 daler.[2]
- 1858 byggde Johan Nikolaus Söderling en helt ny orgel. Fasaden till denna som ännu finns kvar uppfördes efter ritningar av Johan Fredrik Åbom.
- 1884 utökades orgelverket till 17 stämmor av Carl Elfström i Ljungby.
- 1964 ersattes orgelverket av ett nytt byggt av Hammarbergs Orgelbyggeri AB. Orgeln är mekanisk och fasaden är från den tidigare orgeln byggd 1858.

| Huvudverk I   | Svällverk II      | Pedal         | Koppel |
| Gedackt 16´   | Rörflöjt 8´       | Subbas 16´    | I/P    |
| Principal 8´  | Fugara 8´         | Principal 8´  | II/P   |
| Gedackt 8´    | Principal 4´      | Borduna 8´    | II/I   |
| Oktava 4´     | Koppelflöjt 4'    | Oktava 4´     |        |
| Flöjt 4'      | Gemshorn 2'       | Kvintadena 2´ |        |
| Kvinta 2 2⁄3  | Mixtur 3 chor     |               |        |
| Oktava 2'     | Sesquialtera 2 ch | Fagott 16'    |        |
| Mixtur 3-4 ch | Scharf 2 ch       | Trumpet 4'    |        |
| Trumpet 8'    | Regal 8'          |               |        |

Kororgel, Ålems orgelverkstad 1994.
Den tidigare mekaniska kororgeln tillkom 1976 byggd av Nels Munck Mogensen i Hovmantorp. Nu såld.
Den hade följande disposition:
| Manual       | Pedal      | Koppel   |  |
| Gedackt 8’   | Subbas 16’ | Man/Ped. |  |
| Rörflöjt 4’  | Gedackt 8’ |          |  |
| Svegel 2’    |            |          |  |
| Quint 1 1⁄3’ |            |          |  |
| Sivflöjt 1'  |            |          |  |

## Bildgalleri

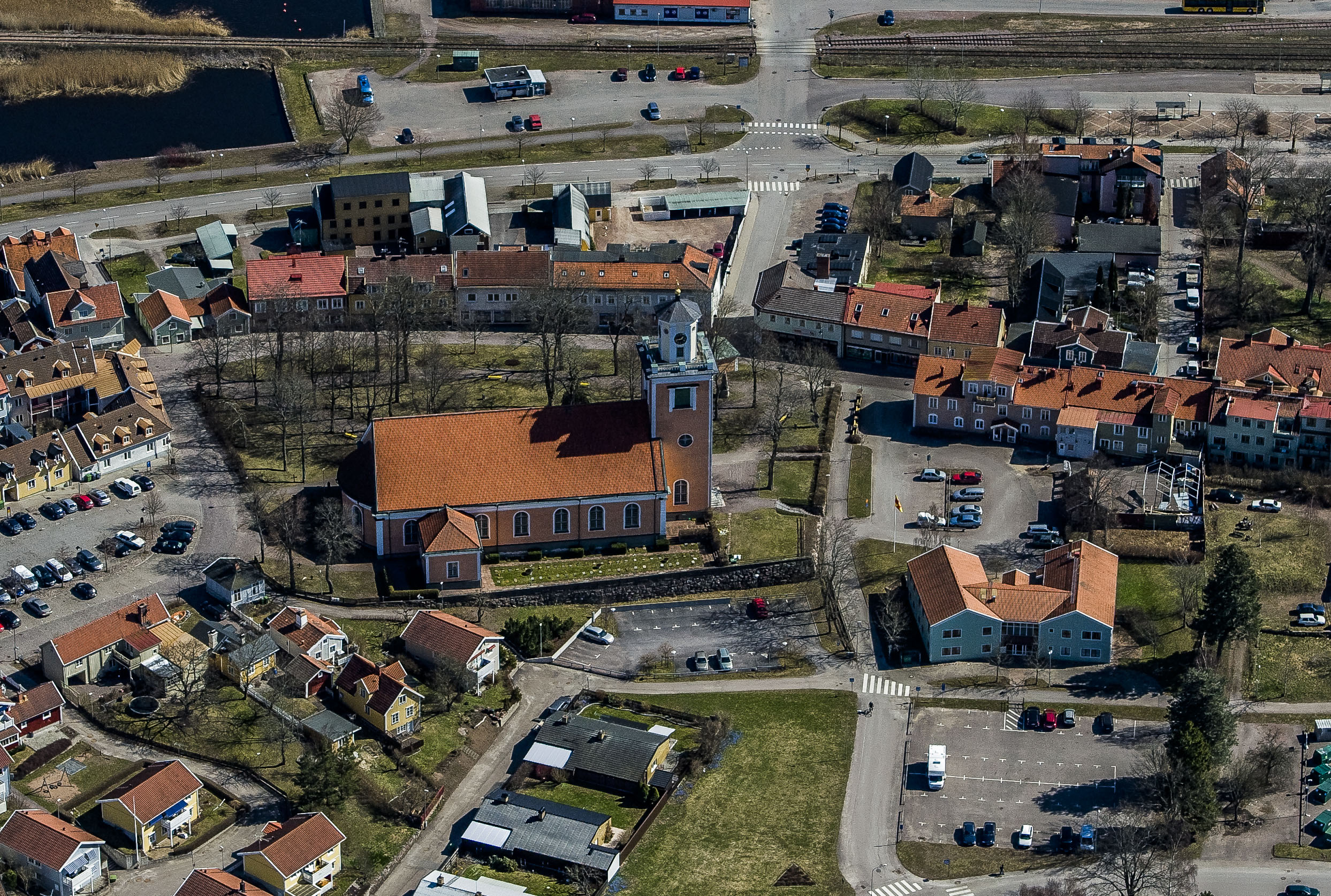
Kyrkan från ovan.
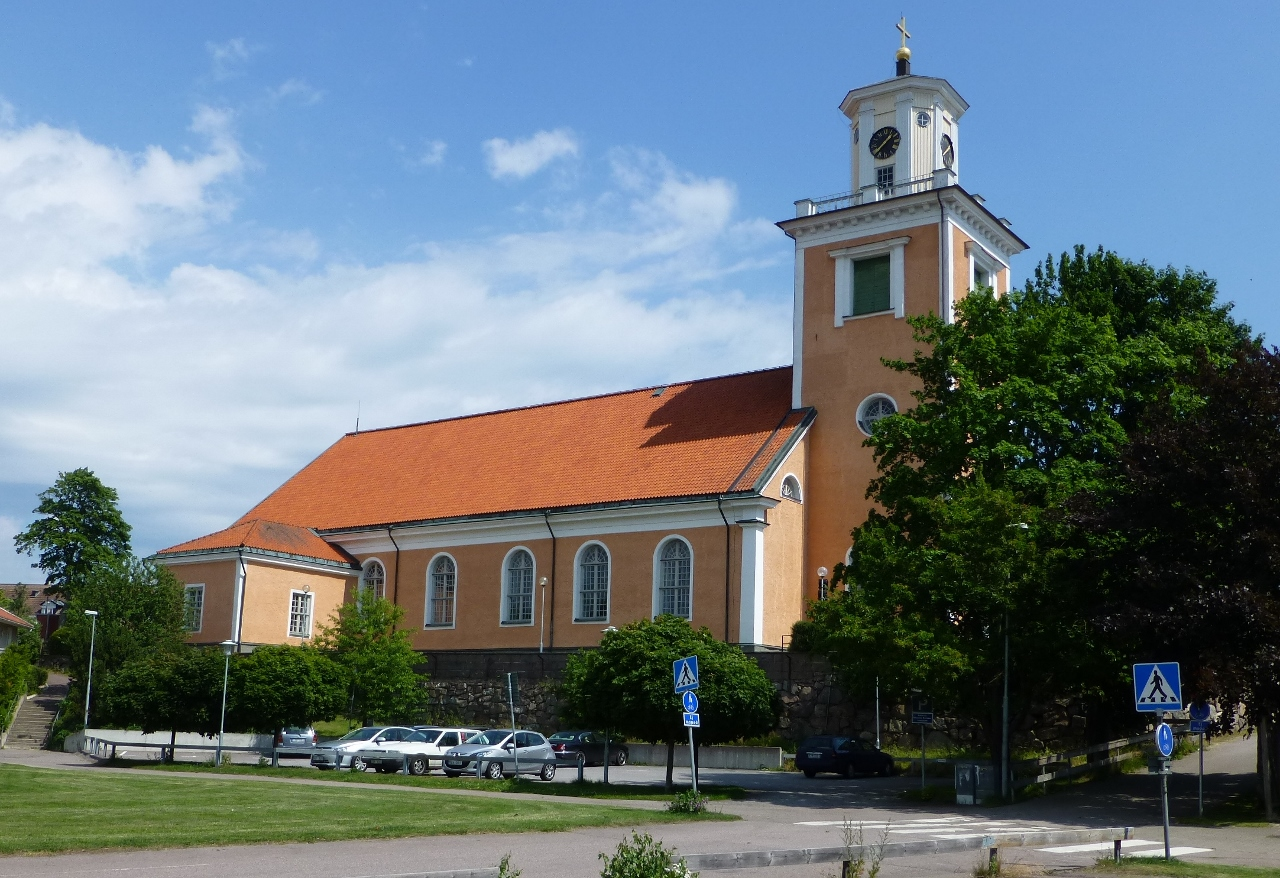
Exteriör från väster.
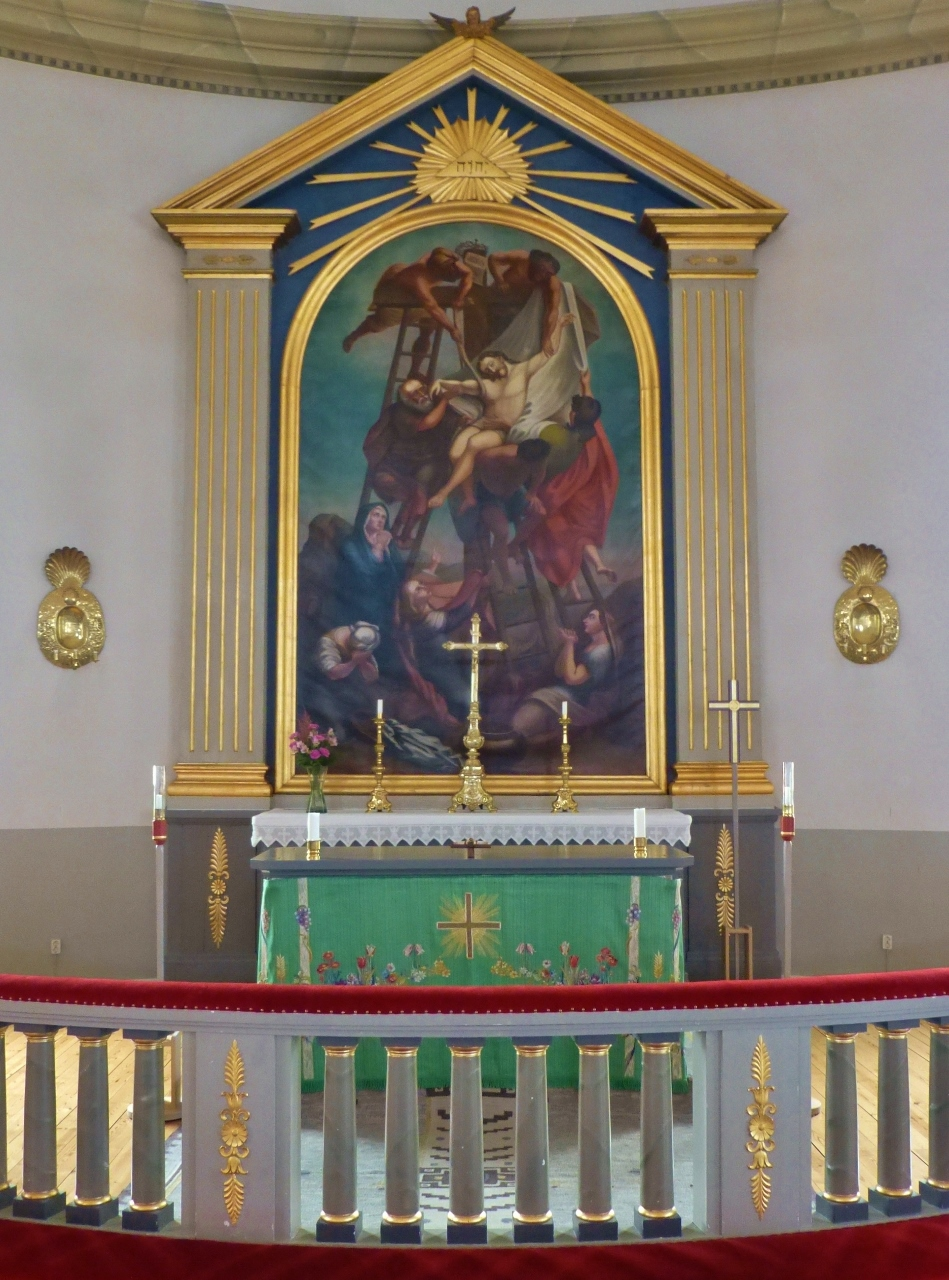
Altaruppställningen med Lindbloms tavla:"Korsnedtagningen".
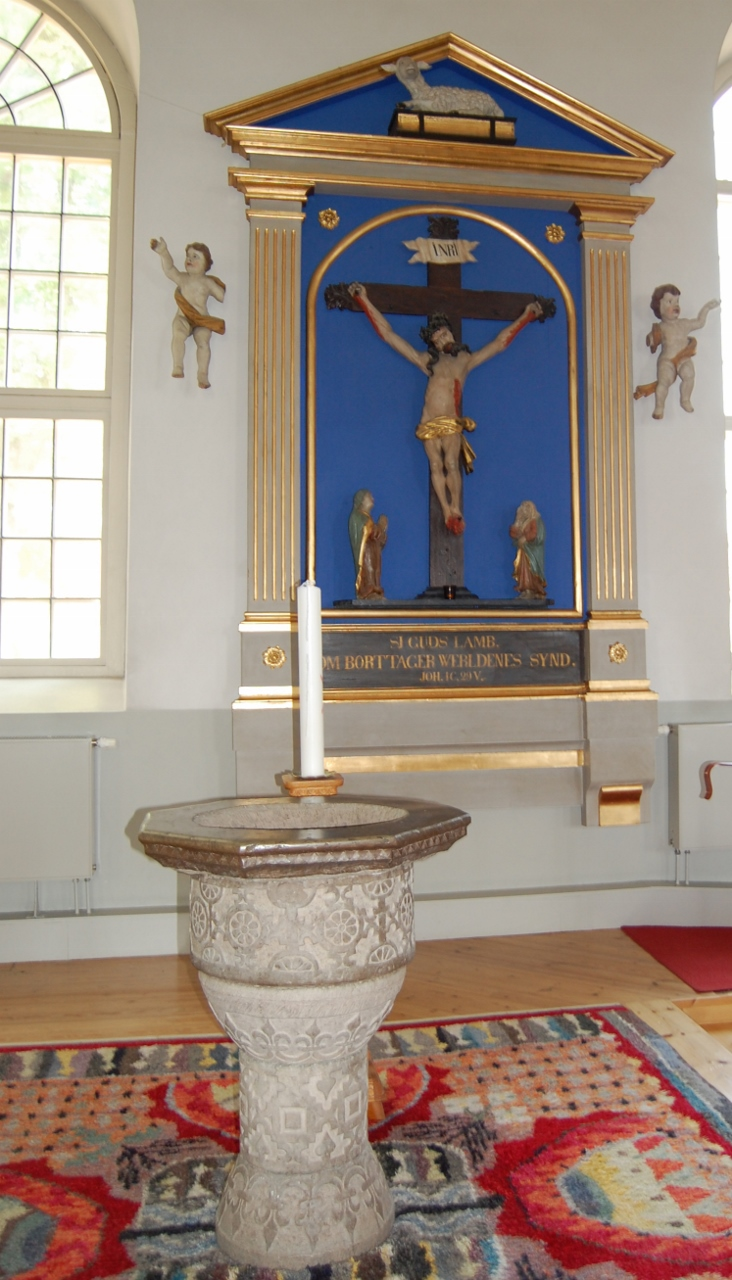
Dopfunten och en äldre altarprydnad.
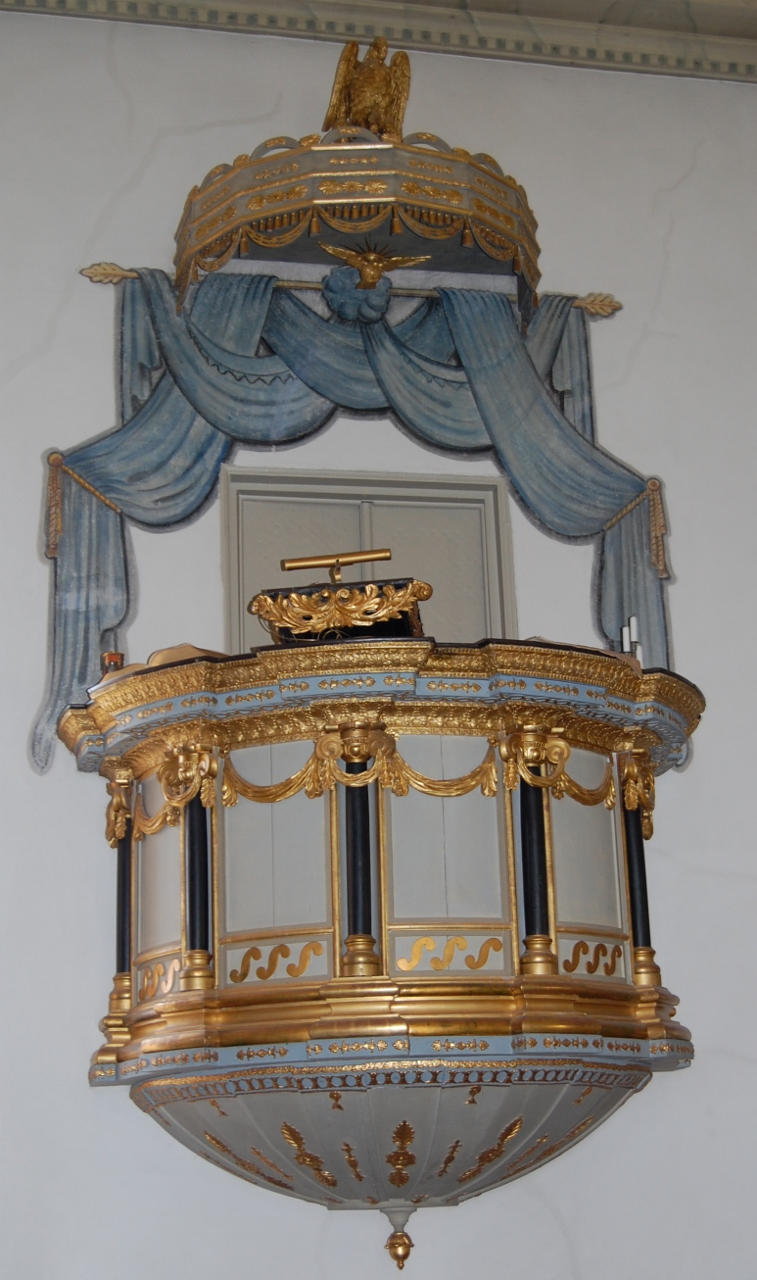
Predikstolen
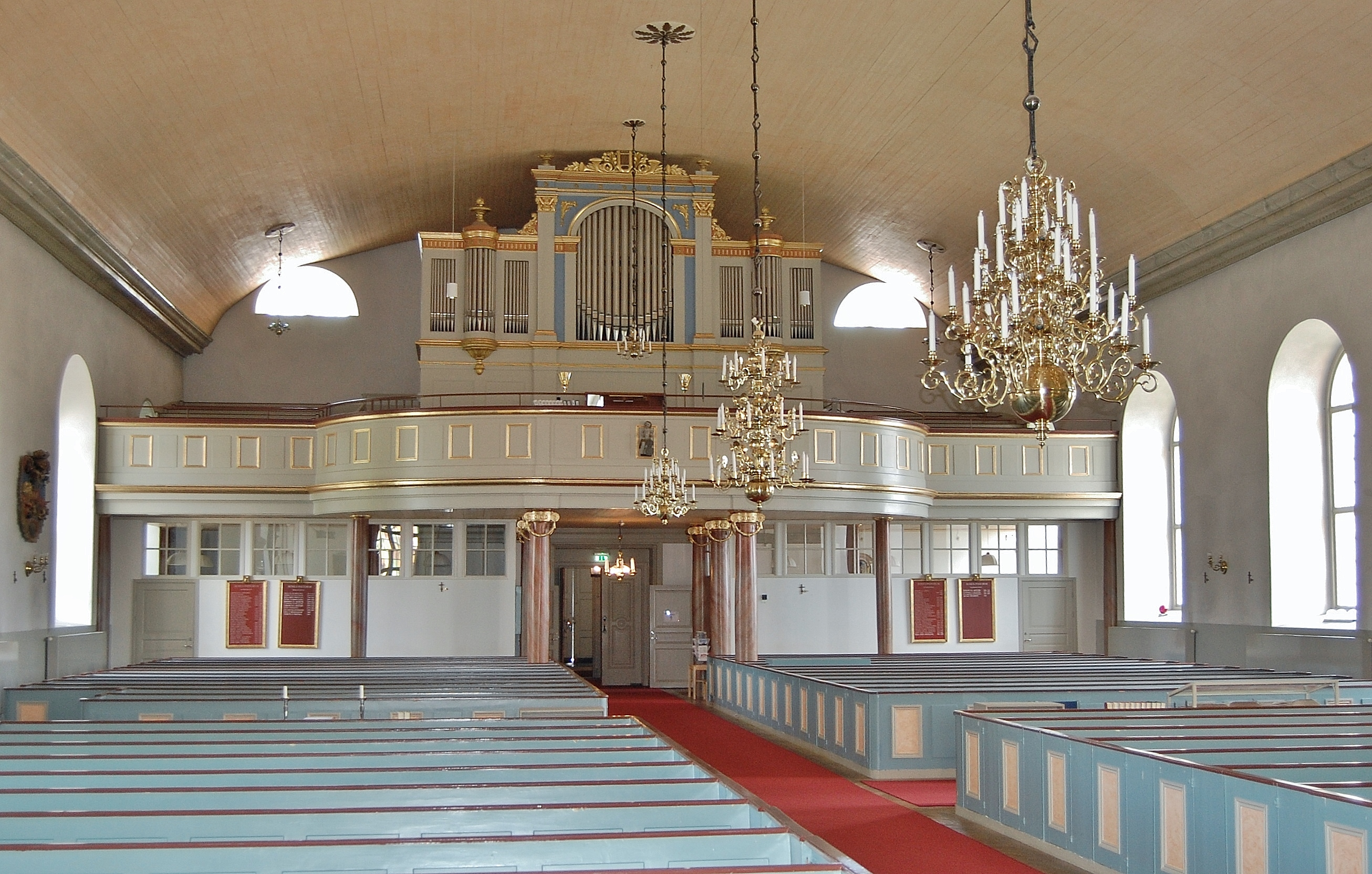
Kyrkorummet med läktarorgeln.
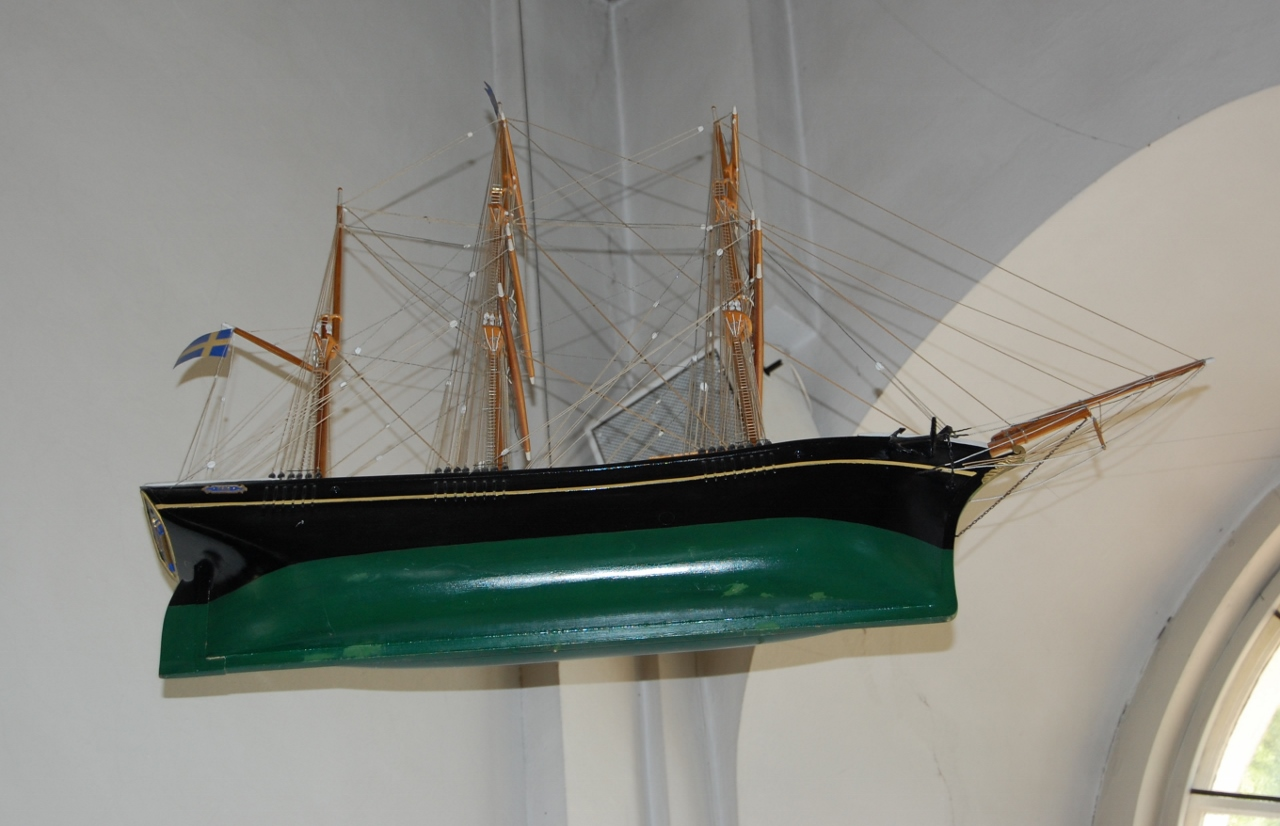
Votivskepp